# The Wonderful Thing
The Wonderful Thing è un film muto del 1921 diretto da Herbert Brenon. La sceneggiatura, firmata dallo stesso regista e da Clara Beranger, è un adattamento dell'omonimo lavoro teatrale di Lillian Trimble Bradley (basato su una di storia Forrest Halsey) andato in scena a Broadway, al Playhouse Theatre, il 17 febbraio 1920.

## Trama
Laurence Mannerby ha passato un lungo periodo di tempo in preda al demone del gioco, restandone talmente ossessionato da diventare addirittura un ladro e un falsario quando, con il nome di sua madre, firma un assegno di cinquanta sterline per pagare un debito di gioco contratto con Smooth Bill Carser, un giocatore professionista. In visita dai Mannerby, Jacqueline Boggs, una giovane americana, si innamora del fratello maggiore di Laurence, Donald. Questi, per risolvere i problemi finanziari della famiglia, sposa la ragazza ma il suo senso dell'onore ha la meglio su di lui, impedendogli di usare i soldi della moglie. Donald, tuttavia, riesce a rimborsare parzialmente Carser, il creditore del fratello, a patto che Laurence si impegni a non lasciare il territorio britannico. Jacqueline, cercando di guarire il giovane dalla sua malattia, lo persuade a partire per gli Stati Uniti per andare nel ranch di suo padre, dove potrà trovarsi in un ambiente magari più rude ma senz'altro più sano. Carser, allora, rivela a Jaqueline che Donald l'ha sposata solo per interesse. In America, Donald conquista per sé il rispetto e l'ammirazione del padre di Jaqueline: gli sforzi di quest'ultimo per ricomporre il dissidio tra la figlia e il genere alla fine hanno la meglio e i due coniugi finalmente riconciliati, ritrovano la serenità.

## Produzione
La lavorazione del film, prodotto dalla Norma Talmadge Film Corporation, iniziò a fine maggio o ai primi di giugno 1921.

## Distribuzione
Il copyright del film, richiesto da Joseph M. Schenck, fu registrato il 20 ottobre 1921 con il numero LP17112. Distribuito dalla Associated First National Pictures e presentato da Joseph M. Schenck, il film uscì nelle sale cinematografiche statunitensi il 7 novembre 1921. In Danimarca, il film fu distribuito l'11 dicembre 1922 con il titolo Dollarbruden; il 23 settembre 1923, uscì anche in Finlandia; in Svezia, fu distribuito con il titolo tradotto in Fredagen den trettonde.
Copia completa della pellicola si trova conservata negli archivi della Library of Congress di Washington.
Nel settembre 2005, il film è stato presentato al Cinecon Film Festival di Los Angeles